# Дракула (фільм, 1979)
Дракула (англ. Dracula) — англо-американський фільм 1979 року.

## Сюжет
Граф Дракула переїжджає з Трансильванії до Англії. Його корабель зазнає аварії, а команда гине. Сам Дракула, єдиний хто залишився в живих. Наступним ранком Люсі, дочка доктора Сьюарда, який керує притулком для психічнохворих, знаходить графа на пляжі. У притулку графа зустрічають як почесного гостя. Але з його появою навколо починають відбуватися страшні події.

## У ролях
| Актор            | Роль                          |
| ---------------- | ----------------------------- |
| Френк Ланджелла  | граф Дракула                  |
| Лоуренс Олів'є   | професор Абрахам Ван Хельсинг |
| Дональд Плезенс  | доктор Джек Сьюард            |
| Кейт Нелліган    | Люсі Сьюард                   |
| Тревор Ів        | Джонатан Харкер               |
| Жан Френсіс      | Міна Ван Хельсинг             |
| Джанін Дувітскі  | Енні                          |
| Тоні Хейгарт     | Майло Ренфілд                 |
| Тедді Тернер     | Свейлс                        |
| Сильвестр МакКой | Волтер                        |
| Крістін Говарт   | місіс Гелловей                |
| Джо Белчер       | Том Хіндлі                    |
| Тед Керролл      | моряк                         |
| Френк Бірч       | начальник порту               |
| Габор Вернон     | капітан "Деметер"             |
| Френк Хенсон     | моряк "Деметер"               |
| Пітер Волліс     | священик                      |

## Саундтрек
| Список треків | Список треків               | Список треків |
| #             | Назва                       | Тривалість    |
| ------------- | --------------------------- | ------------- |
| 1.            | «Main Title/Storm Sequence» | 5:08          |
| 2.            | «Night Sequence»            | 2:12          |
| 3.            | «To Scarborough»            | 2:42          |
| 4.            | «The Abduction Of Lucy»     | 3:34          |
| 5.            | «Night Journeys»            | 5:12          |
| 6.            | «The Love Scene»            | 2:04          |
| 7.            | «Meeting In The Cave»       | 3:29          |
| 8.            | «The Bat Attack»            | 2:46          |
| 9.            | «For Mina»                  | 2:15          |
| 10.           | «Dracula's Death»           | 2:57          |
| 11.           | «End Titles»                | 3:58          |
| 36:39         |                             |               |